# Nefoplankton
Nefoplankton – żywe glony, grzyby i bakterie występujące w kropelkach wody chmur. Nefoplankton jest częścią aeroplanktonu.